# Tariktik szarvascsőrű

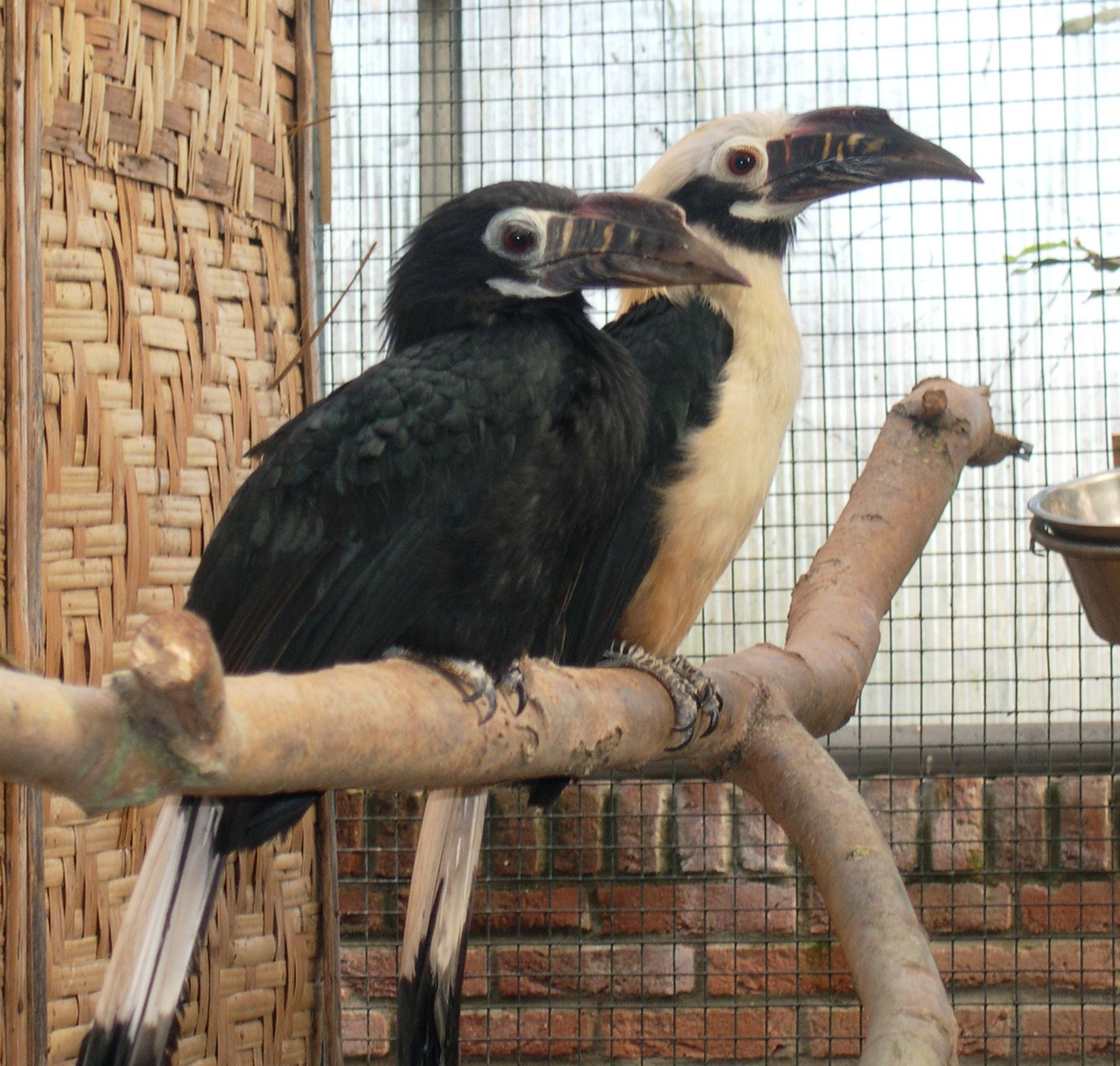
Tariktik szarvascsőrű pár a Alphen aan de Rijn Madárparkban, Hollandiában

A tariktik szarvascsőrű (Penelopides panini) a madarak osztályának szarvascsőrűmadár-alakúak (Bucerotiformes) rendjébe és a szarvascsőrűmadár-félék (Bucerotidae) családjába tartozó faj.

## Előfordulása
A tariktik szarvcsőrű madár a Fülöp-szigetek csak ott élő, endemikus faja. Élőhelye a Panay, Masbate, Guimaras, Pan de Azucar, Sicogon valamint Ticao szigetének trópusi síkvidéki erdei és erdős hegyoldalai, a tengerszinttől 1000 m magasságig.

## Alfajai
A fajon belül két alfaj ismert, a Penelopides panini panini, melynek elterjedési területe felöleli a legtöbb szigetet, valamint a valamivel nagyobb testű és szürkéskék színben játszó hátú Penelopides panini ticaensis, mely kizárólag Ticao szigetén honos.

## Megjelenése
A tariktik szarvcsőrű viszonylag kis méretű faj a családban. Testhossza 45 centiméter. A hím egy kicsivel nagyobb, mint a tojó. 11 centiméteres csőre és 22 centiméteres farka is nagyobb, mint a tojó 9 centiméteres csőre és 20 centiméteres farka.
Tollazata a háton, valamint a farkon mindkét ivarnál zöldes színben játszó fekete. Ezen kívül azonban jól látható ivari dimorfizmus figyelhető meg a fajnál. A hím melle, nyaka és feje piszkosfehér színű, míg ezek a testtájak a tojónál feketék. Az arcon a tojónál apró, csupasz élénk kék színű bőrfelület látható, mely hiányzik a hímnél. A hím lábai sötétbarnák, a tojóé feketék.

## Életmódja
A tariktik szarvcsőrű társas lény, akár 20 egyedet is elérő csoportokban él.
Táplálékát főként gyümölcsök, fügék és rovarok alkotják.

## Szaporodása
Valószínűleg csak a domináns pár hoz létre utódokat, míg a csoport többi tagja segít a felnevelésükben. A tojó faodúba zárkózik be a tojásrakás és költés idejére. Ezen időszak alatt a hím és a csoport többi tagja táplálja a tojót és a fiókákat.

## Természetvédelmi helyzete
A faj a vadászat és az élőhelyeit érintő erdők kiirtása miatt súlyosan veszélyeztetett. Összpopulációja nem több 1800 madárnál. A Ticao szigeti Penelopides panini ticaensis alfajt, 1905-ös felfedezésekor még közönséges fajként tartották nyilván, de a szigeten zajló erdőirtási folyamatok eredményeként könnyen elképzelhető, hogy mára kihalt. Bizonyítottan 1971-ben látták utoljára. Amennyiben kihalt az alfaj, úgy ez lenne az első taxon a szarvascsőrűmadár-félék családjából, mely végleg kipusztult a Földről.
Összehangolt tenyésztéssel próbálják meg megmenteni a fajt. Európában az Európai Állatkertek és Akváriumok Szövetsége felügyelete alá tartozó Európai Veszélyeztetett Fajok Programja (EEP) keretében tenyésztik a faj egyedeit.
Fogságban is kifejezetten ritka madár. A Fülöp-szigeteken kívül csak az angol Chester-Állatkertben él két pár és a hollandiai Alphen aan de Rijn Madárparkban szintén kettő.

## Fordítás
- Ez a szócikk részben vagy egészben  a   Tariktik-Hornvogel című német Wikipédia-szócikk ezen változatának fordításán alapul.  Az eredeti cikk szerkesztőit annak laptörténete sorolja fel. Ez a jelzés csupán a megfogalmazás eredetét és a szerzői jogokat jelzi, nem szolgál a cikkben szereplő információk forrásmegjelöléseként.

## Külső hivatkozások
- Species Factsheet[halott link]